# Superintendentura Wolsztyn-Nowy Tomyśl Ewangelickiego Kościoła Unijnego
Superintendentura Wolsztyn-Nowy Tomyśl Ewangelickiego Kościoła Unijnego – jednostka organizacyjna Ewangelickiego Kościoła Unijnego w Polsce istniejąca w okresie II Rzeczypospolitej i obejmująca grupę gmin kościelnych (zborów) czyli parafii tego Kościoła, skupionych wokół miast Wolsztyn i Nowy Tomyśl.

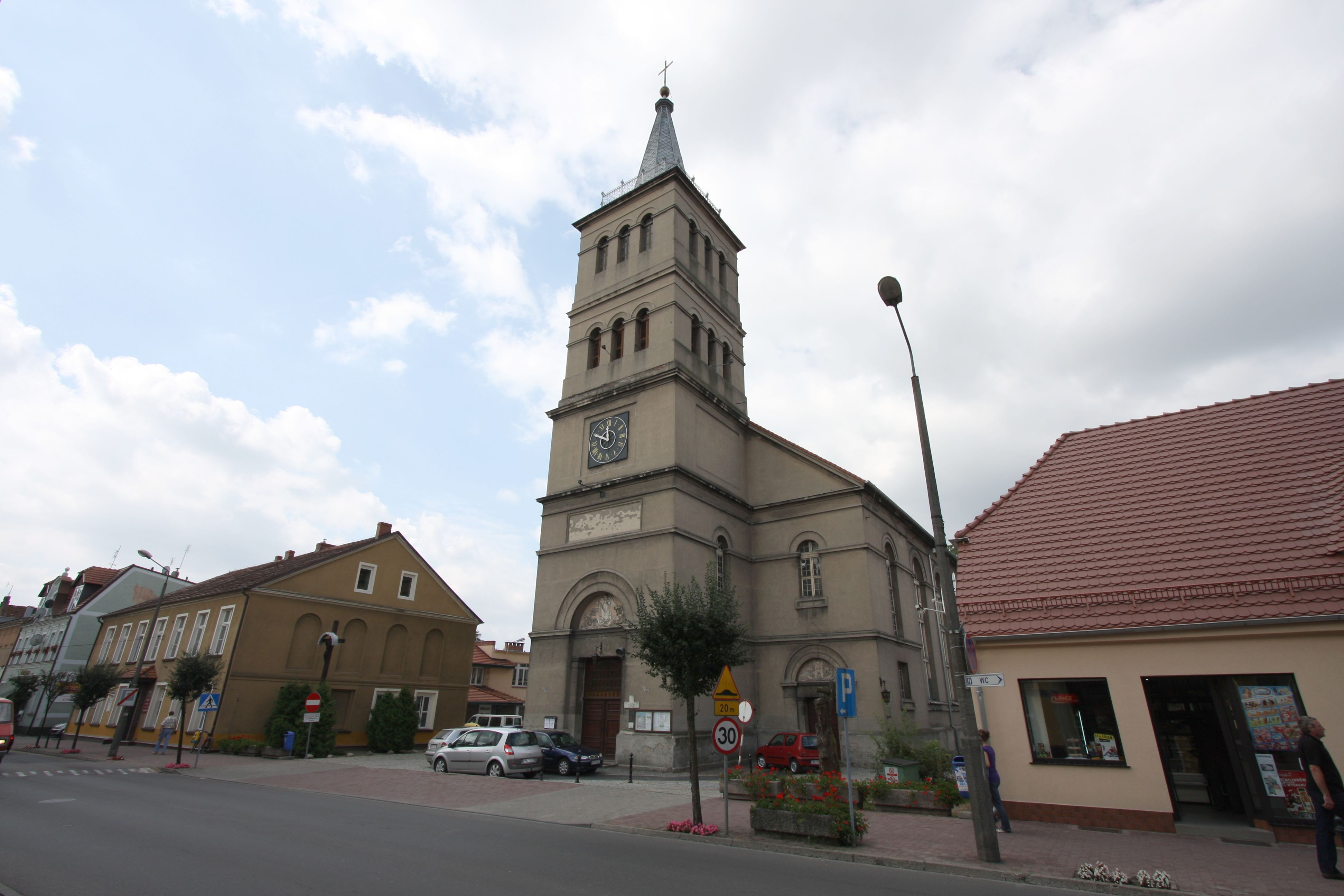
Dawny kościół ewangelicki w Wolsztynie, obecnie katolicki kościół Wniebowstąpienia Pańskiego

## Dane statystyczne
| Parafia                        | Liczba wiernych (1937) |
| ------------------------------ | ---------------------- |
| Kaszczor pow. Wolsztyn         | 450                    |
| Buk pow. Grodzisk              | 443                    |
| Grodzisk                       | 912                    |
| Boruja Kościelna pow. Wolsztyn | 2200                   |
| Jabłonna pow. Wolsztyn         | 1200                   |
| Kąkolewo pow. Nowy Tomyśl      | 1045                   |
| Kuślin pow. Nowy Tomyśl        | 1100                   |
| Opalenice pow. Grodzisk        | 482                    |
| Rakoniewice pow. Wolsztyn      | 1630                   |
| Rostarzewo pow. Wolsztyn       | 1300                   |
| Tuchorka pow. Wolsztyn         | 845                    |
| Wolsztyn                       | 2112                   |
| Zbąszyń pow. Nowy Tomyśl       | 1617                   |
| Jastrzębsko pow. Nowy Tomyśl   | 1150                   |
| Kopanica pow. Wolsztyn         | 300                    |
| Miedzichowo pow. Nowy Tomyśl   | 1531                   |
| Nowy Tomyśl                    | 3722                   |
| Sątopy pow. Nowy Tomyśl        | 911                    |